# 須德海

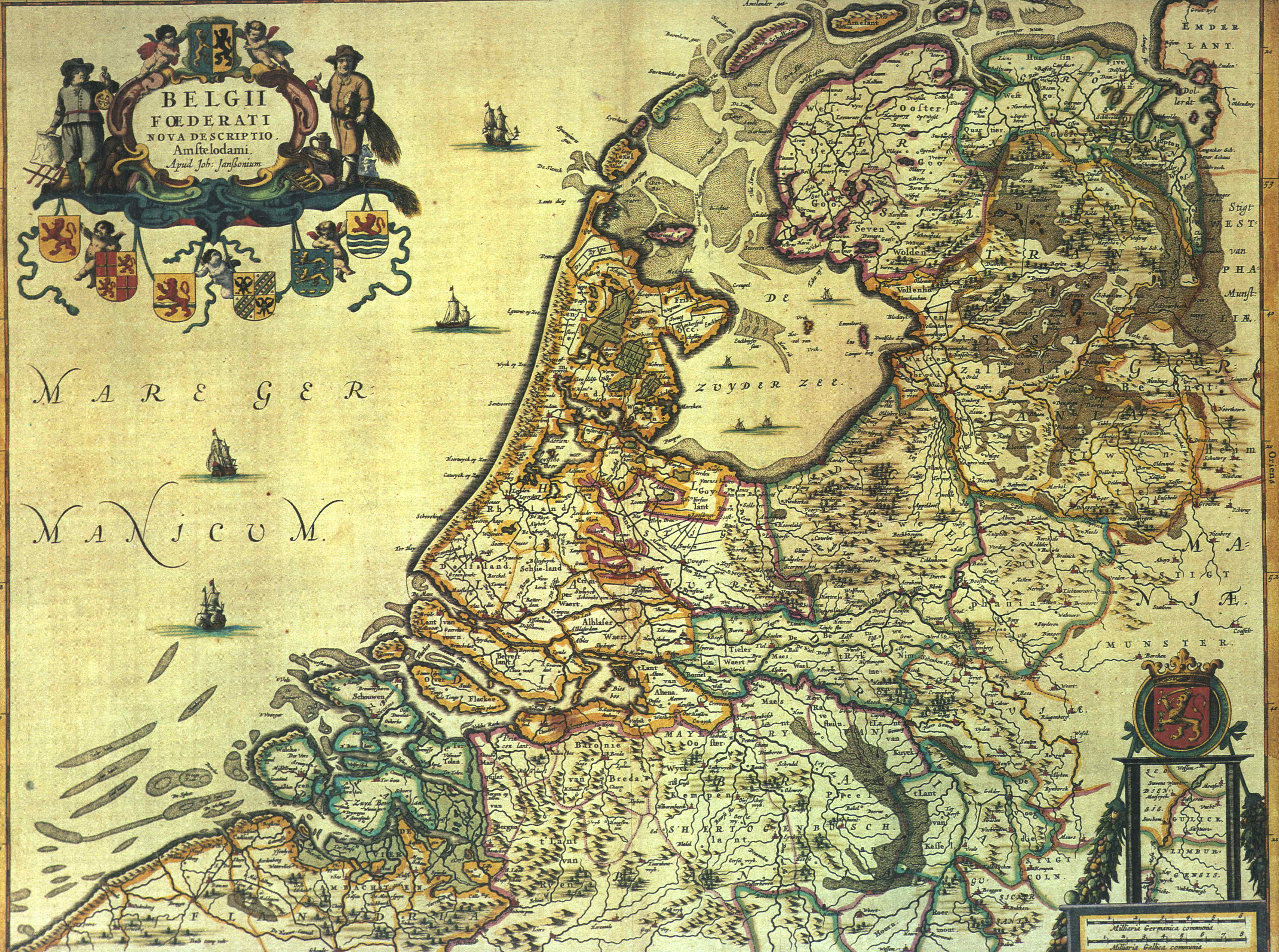
1658年繪製的荷蘭地圖，圖片內中上方灰色區塊即為須德海淺灘

52°50′N 5°20′E / 52.833°N 5.333°E
須德海（荷蘭語：[ˌzœydərˈzeː] ⓘ，意为“南海”）是荷兰西北部的一个浅水湾，面积约 5,000 km2（1,900 sq mi），向内陆延伸约100公里，宽约50公里，平均水深4-5米，海岸线总长约为300公里。在荷兰语中， Zuiderzee意为“南方的海”。最早是指荷蘭弗里斯兰省北部的一片水域，与外海北海相連。这片水域是13世纪时由海水冲进内地，同原有湖沼汇合而成的。1932年荷蘭政府建成长29公里，宽90米，高出海平面7米的堤坝阿夫鲁戴克大堤（Afsluitdijk），上有公路，下有水闸，把須德海分开為咸水的瓦登海與淡水的艾瑟爾湖兩部分。同时，这一工程也把一片面积约为1,500 km2（580 sq mi）的水域变成了陆地。这片陆地目前是弗莱福兰省的一部分，约有人口400,000（2011年数据）。

## 历史与灾难

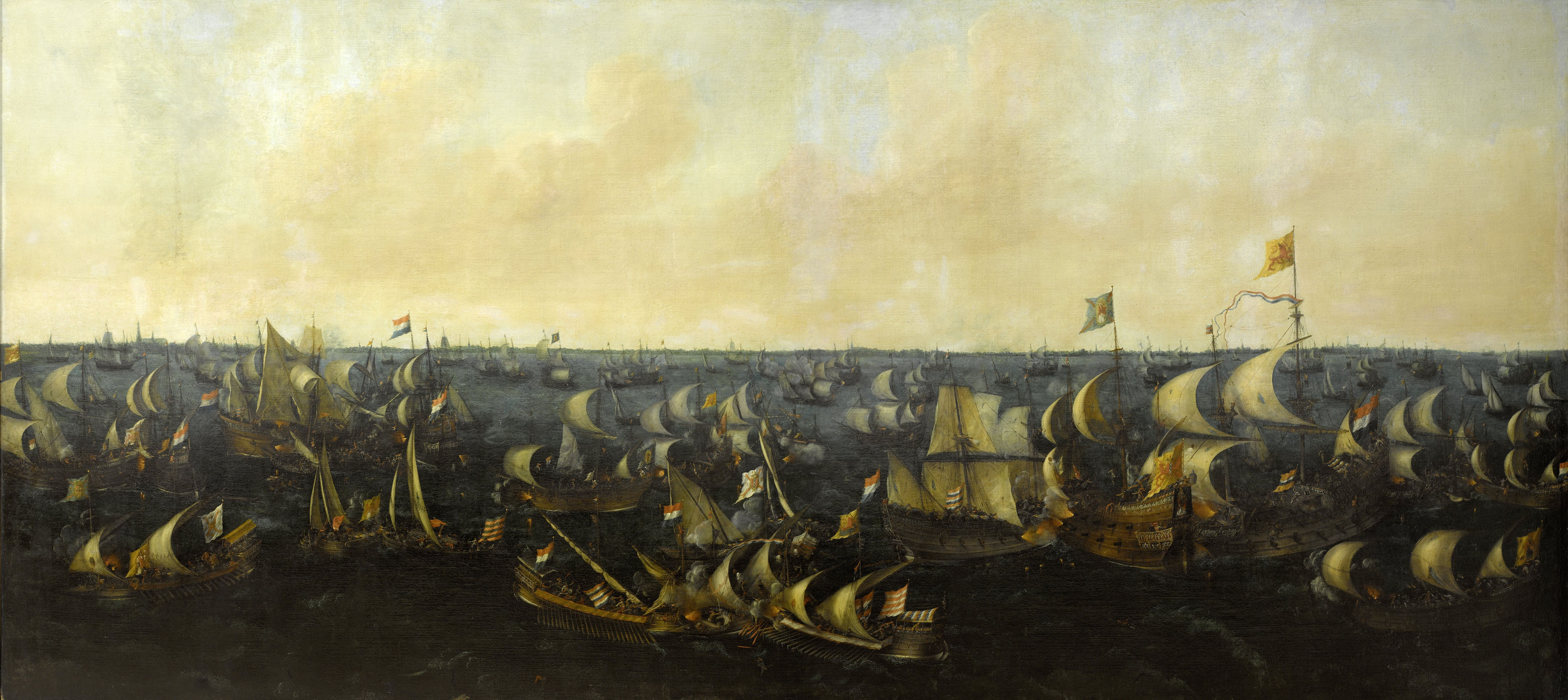
1573年荷兰大败西班牙的须德海战.

这片水域的历史最早可以追溯到被罗马帝国统治者所称的Flevo湖。那时，Flevo湖比今天的须德海要小得多，与北海的连接处也非常狭窄。不过，也许称之为由许多湖泊、湿地以及狭窄水道构成的湖群更为准确。该水域的一部分后来称为Vlie，很可能是因它通过现在位于弗利兰德岛和泰尔斯海灵岛之间名为Vliestroom通道流入大海而得名。在中世纪早期，由于海平面上升和降水的影响，湖水开始侵蚀泥质的湖水岸。尤其在1282年的一场洪灾之后，Vliestroom的宽度大大扩大了。也正因此，波罗的海上的商船可以驶入这里，给在该海湾西南端的阿姆斯特丹的崛起带来了机遇。
而1287年12月14日，一场更大的圣卢西亚洪水袭击了荷兰和德国北部地区，当时的海堤在暴风雨中破损，造成约50,000至80,000人丧生。这是有气象记录以来的第五大洪水。圣卢西亚洪水冲走了最后的沙质、冰碛土质屏障，此后，今日的须德海出现，并快速扩张。同时，“ Zuiderzee”这个名字开始普遍使用。
从15世纪开始，由于堤防的改善，内陆海域的大小基本上保持稳定，但是当风暴将北海水注入进水口时，须德海的海水淤塞，经常导致洪水泛滥和船只损失。譬如在1421年11月18日，当时堤防的防波堤破裂，淹没了72个村庄，造成约10,000人丧生，史称第二次圣伊丽莎白洪水。
在1810年至1813年间，荷兰是法兰西第一帝国的一部分。1811年成立的地方行政机构将须德海（Zuiderzee）命名为Zuyderzée，其管辖范围大致相当于现在的北荷兰省和乌得勒支省。
1928年，阿姆斯特丹夏季奥运会的6米和8米帆船比赛在须德海举行。

## 地理和发展

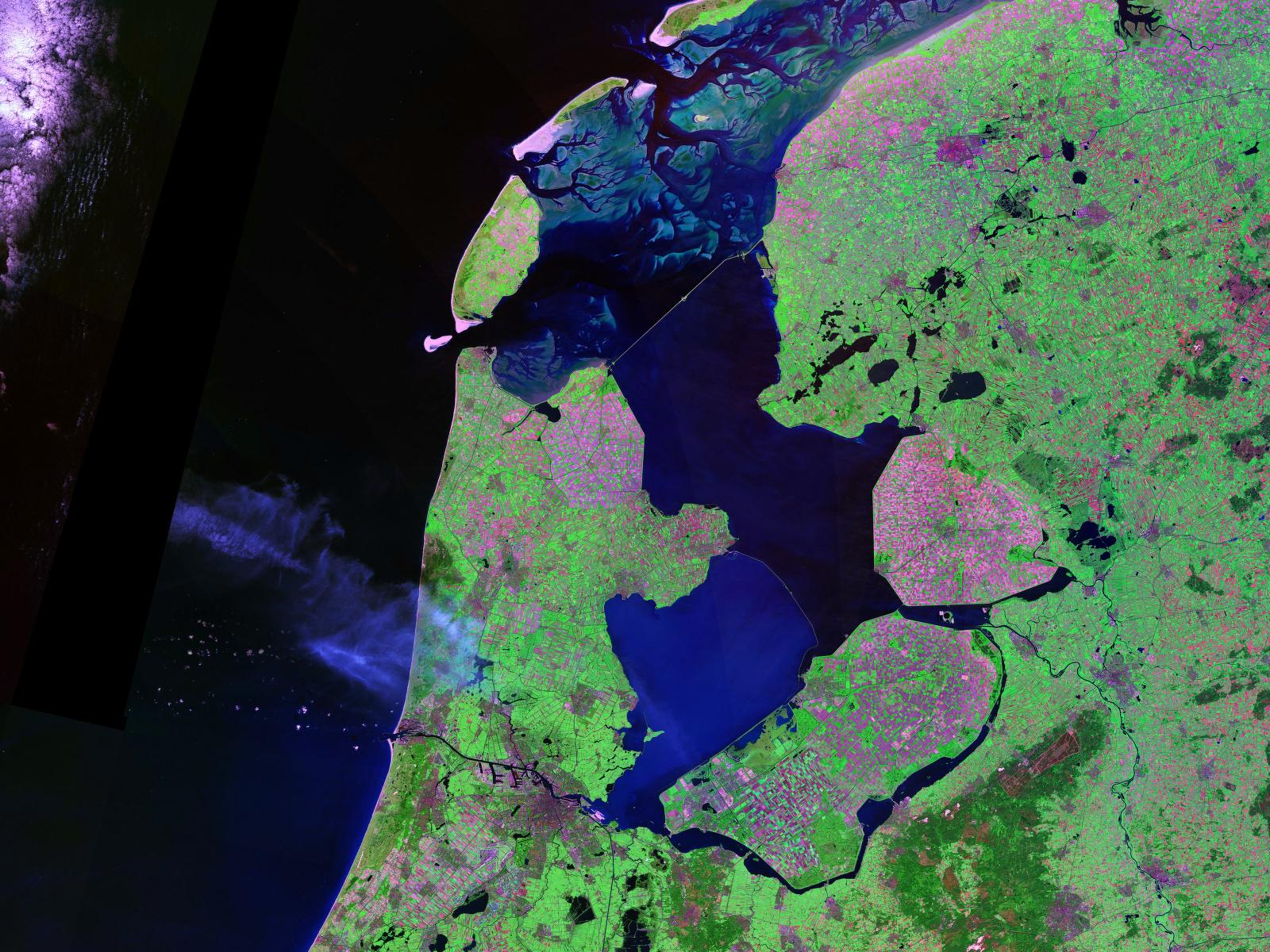
须德海的卫星图片

须德海工程地图

在须德海附近，有许多渔村逐渐发展起来，其中的阿姆斯特丹，霍伦和恩克赫伊曾则变成了以贸易为主的城市。这些城镇最初与波罗的海，英格兰和汉萨同盟的港口进行贸易，但后来在荷兰帝国时期也拓宽了与世界其他地区的贸易。当荷兰帝国衰弱后，利润丰厚的殖民贸易体系也随之衰败，大多数城镇都重拾捕鱼业，其中也有些转而发展工业，而在20世纪以来，旅游业逐渐成为主要收入来源。
在须德海中有五座小岛，这些小岛曾经是较大的：Wieringen，Urk，Schokland，Pampus和Marken。这些岛屿的居民也主要以捕鱼和相关产业为生。除Pampus外，所有这些岛屿现在都与陆地相连。
20世纪初的須德海工程（阿夫鲁戴克大堤）的建成驯服了须德海的洪水。该水坝的最初是为应对1916年洪水而建造的。不过，这一计划可以追溯到三十多年前制定的，但彼时尚未通过荷兰国议会的审批。随着1932年大堤的竣工，须德海也成为了艾瑟尔湖，大面积的土地可被回收用于农业和住房。